# The King's Case Note
Pour plus de détails, voir Fiche technique et Distribution.
The King's Case Note (hangeul : 임금님의 사건수첩 ; RR : Imgeumnimui Sagunsoocheob ; litt. « Le Dossier du roi ») est un film sud-coréen réalisé par Moon Hyun-sung, sorti le 26 février 2017.
Il totalise 1,6 million d'entrées dans le box-office sud-coréen de 2017.

## Synopsis
Le roi Yejong (Lee Sun-kyun) est intelligent. Bien qu'il soit roi, il essaie de traiter les affaires par lui-même. Son sujet Yi-Seo (Ahn Jae-hong) est responsable des archives historiques et lui pose de nombreux problèmes en multipliant les actions stupides.
Une rumeur étrange se répand alors dans Hanyang et le roi Yejong et Yi-Seo tentent de découvrir la vérité à son sujet.

## Distribution
- Lee Sun-kyun : le roi Yejong
- Ahn Jae-hong : Yoon Yi-seo
- Kim Hee-won (en) : Nam Gun-hee
- Joo Jin-mo (en) : Jik Je-hak
- Jang Young-nam (en) : Soo-bin
- Park Hyoung-soo
- Jo Young-jin
- Kyung Soo-jin (en) : Seon-hwa
- Jung Hae-in : Heuk-woon
- Kim Hong-pa
- Kim Eung-soo (en) : le premier vice-Premier ministre
- Jo Yeong-jin : le second vice-Premier ministre
- Lee Sun-kyun : le roi Yejong
- Kim Tae-hoon (en) : le médecin royal
- Choi Ri-ho : le pêcheur Gi-soo
- Geum Kwang-san

## Production
Le film est inspiré par la bande-dessinée Imgeumnimui Sagunsoocheob de Heo Yoon-Mi (publiée de 2012 à 2013 dans le magazine Wink (en)).
Le tournage commence le 4 mai 2016 et se termine le 6 septembre 2016.